# 26457 Naomishah
26457 Naomishah este un asteroid din centura principală de asteroizi.

## Descriere
26457 Naomishah este un asteroid din centura principală de asteroizi. A fost descoperit pe 5 ianuarie 2000 la Socorro, New Mexico, în cadrul proiectului LINEAR. Asteroidul prezintă o orbită caracterizată de o semiaxă mare de 2,24 ua, o excentricitate de 0,16 și o înclinație de 6,0° în raport cu ecliptica.